# 里昂有軌電車

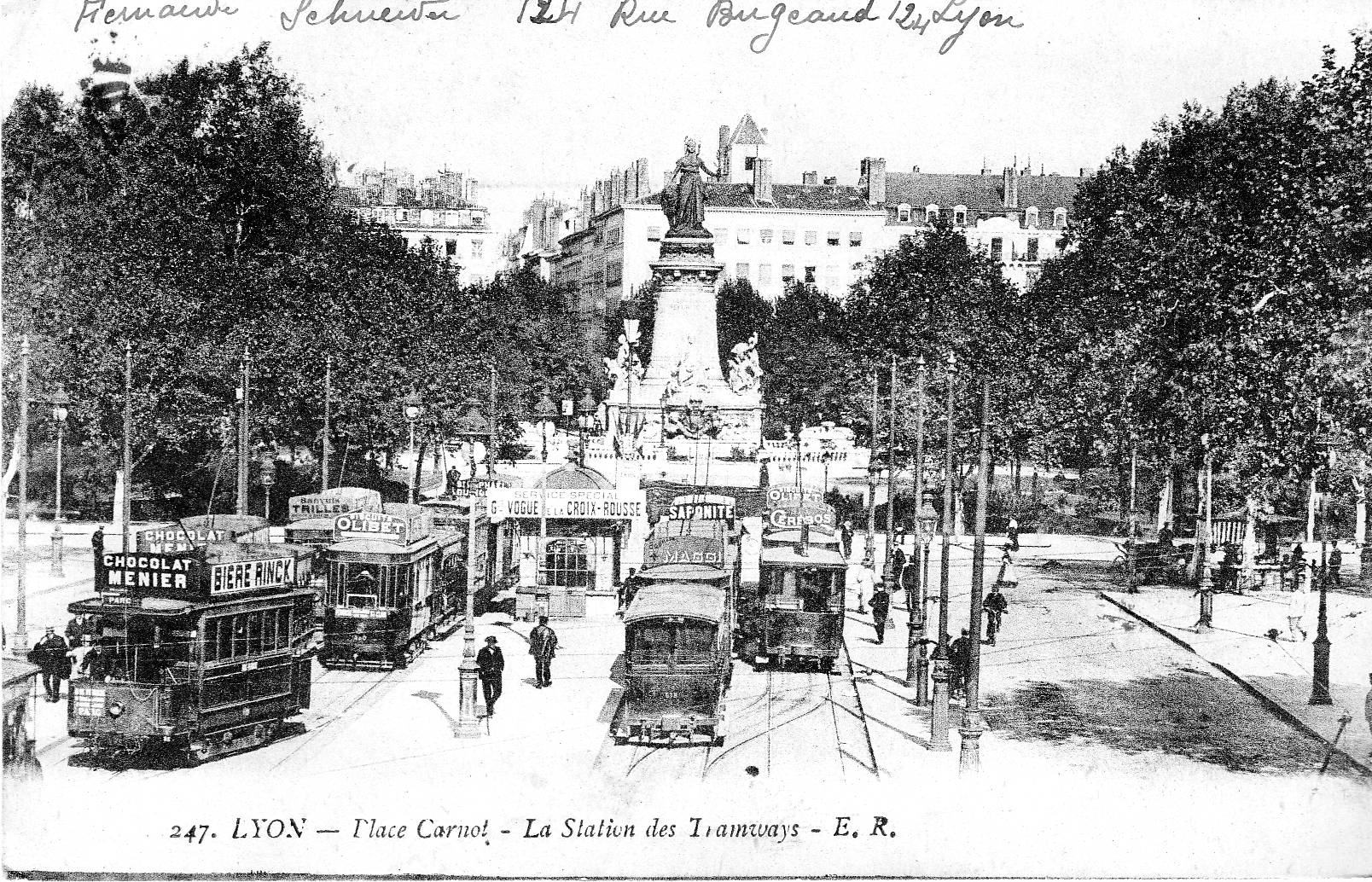
20世紀初的舊里昂電車（攝於卡諾廣場）

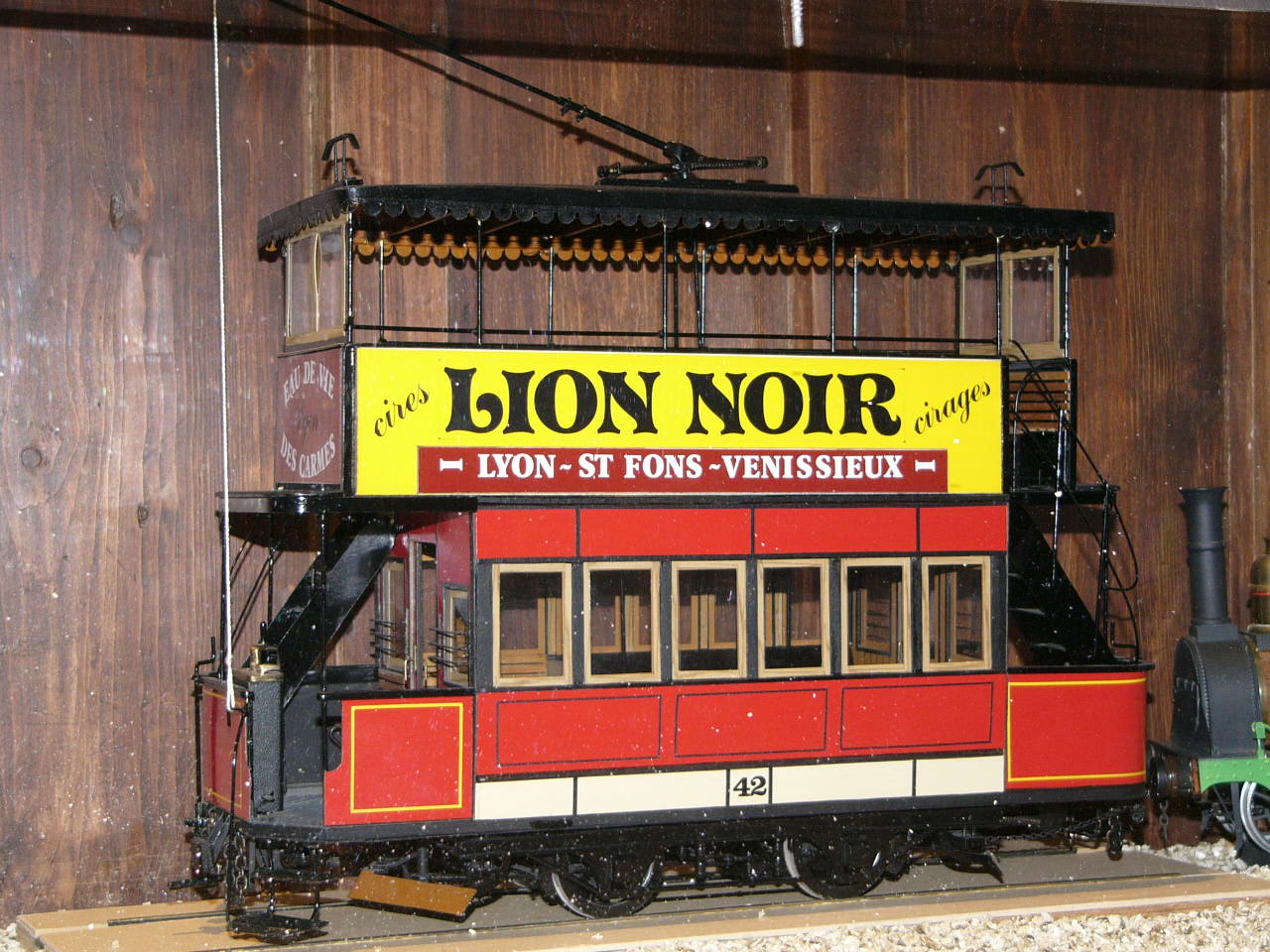
舊12號線的雙層電車

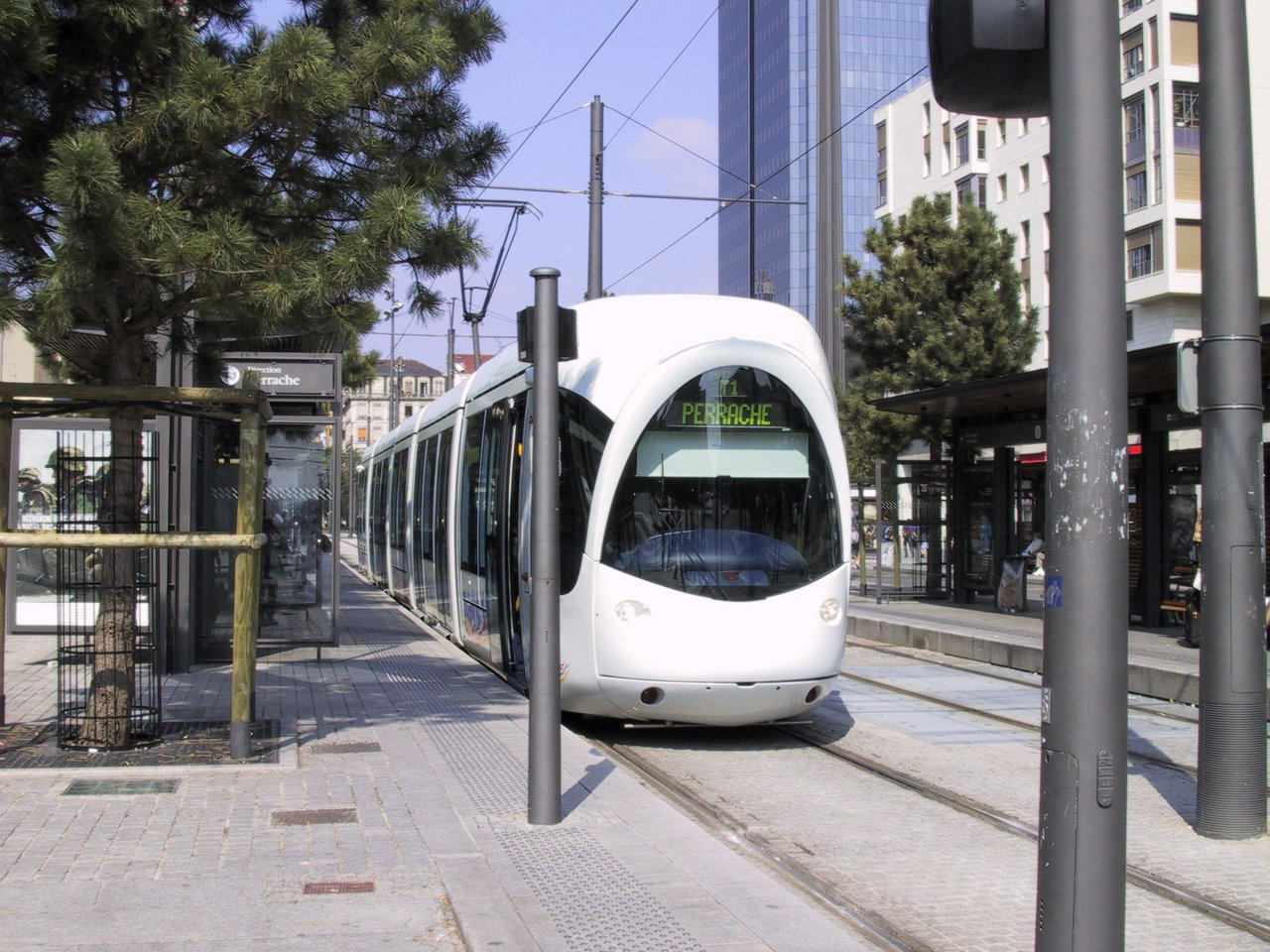
1號線

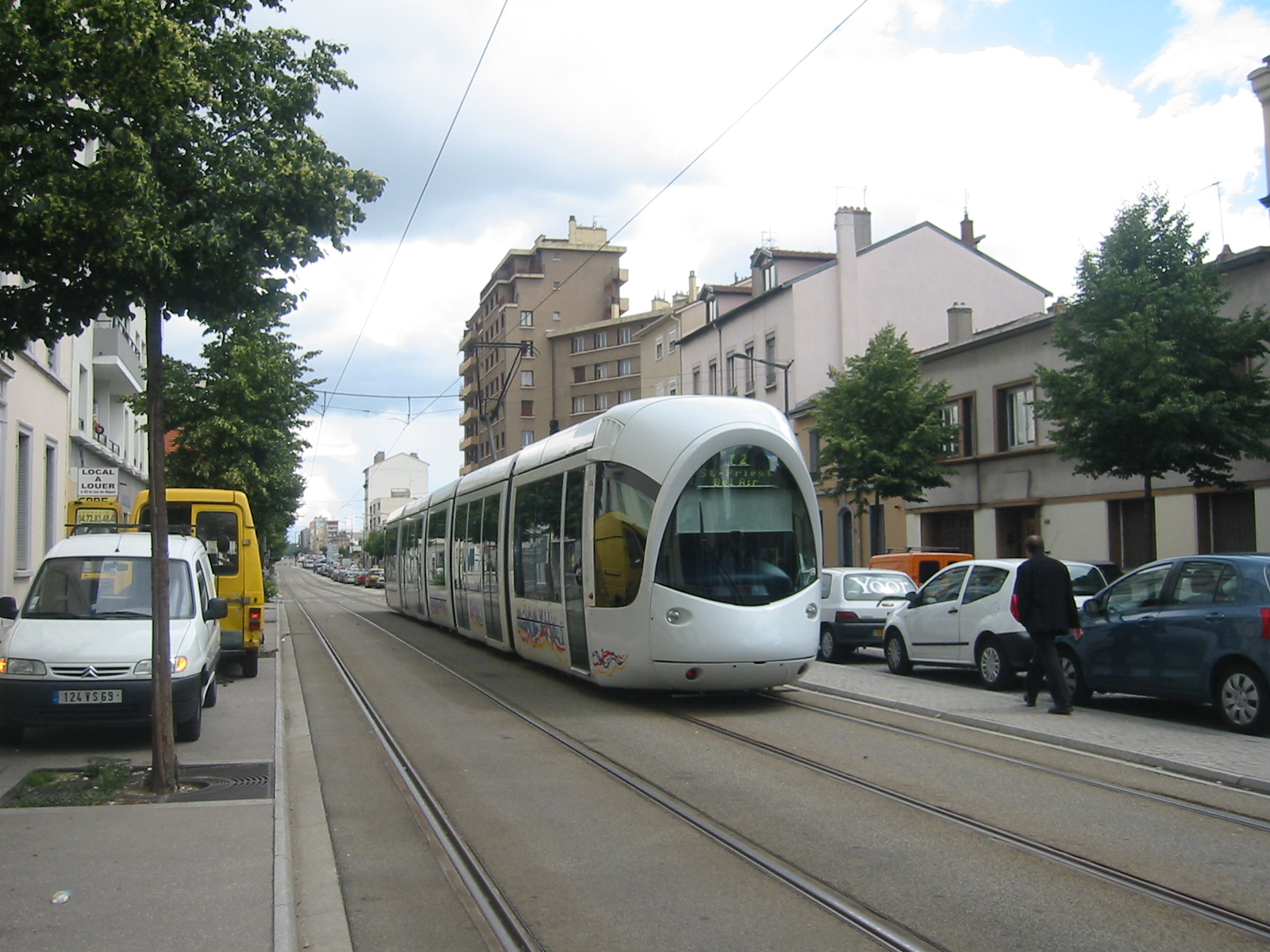
2號線

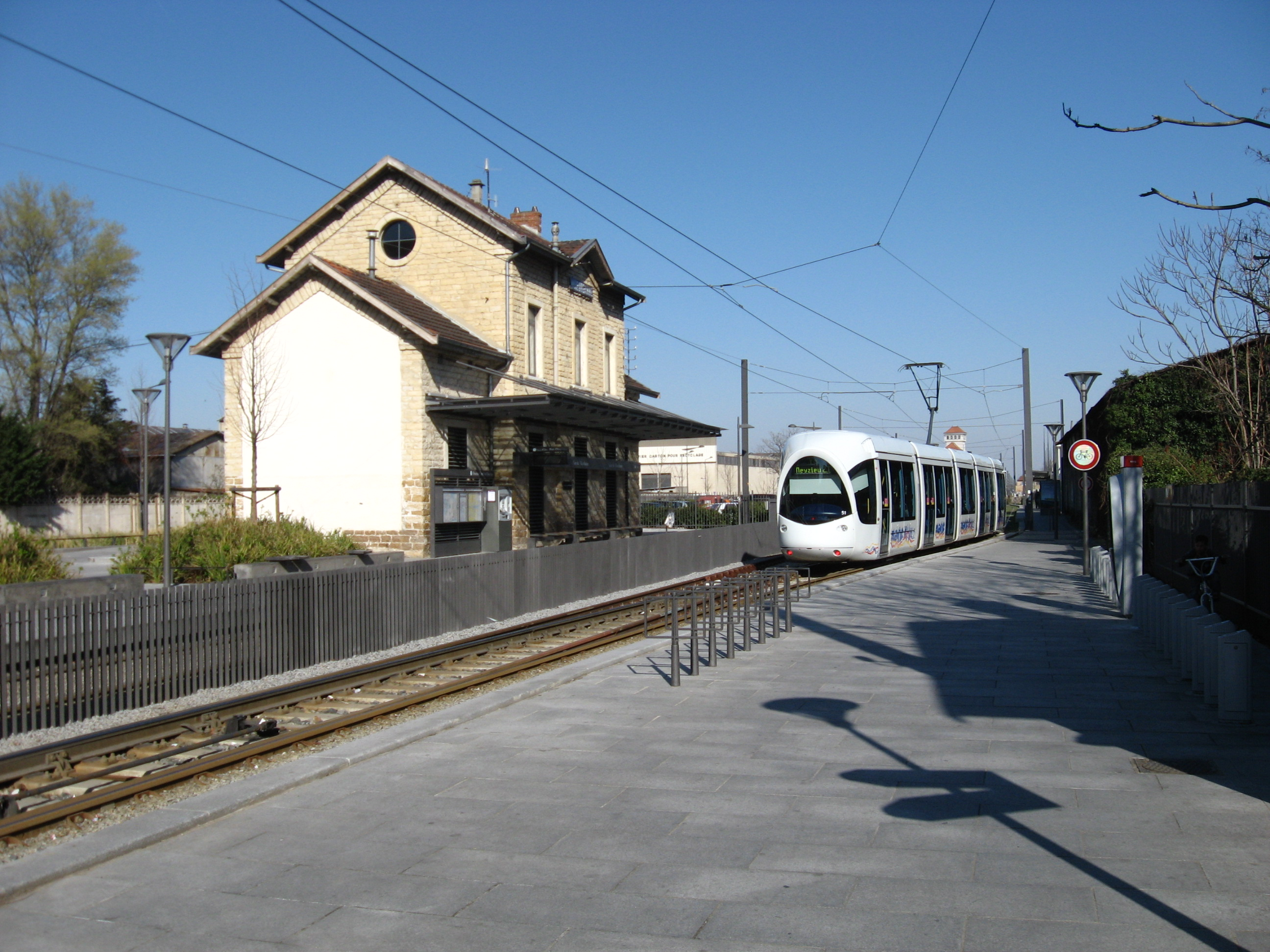
3號線

里昂電車（法語：Tramway de Lyon）是法國里昂的輕軌鐵路，跟里昂地鐵合稱為里昂市公共交通系统。原本的輕軌鐵路始建於1879年，當時還是使用馬匹拉動，1888年蒸汽驅動的12號線開始運作，連接里昂與維尼西厄，整個網絡於1893至1899年間逐步電氣化，直到1930年代開始被巴士所取代，1957年6月全面停駛。
現代的里昂電車於2001年重新投入服務，目前共有8條路線，104個車站，全長83.7公里。

## 历史
1879年，里昂巴士和电车公司（OTL）成立。1880年10月11日，第一条有轨电车在Bellecour和Vaise之间的5号线运行。是一条动物拉的电车。当时的初始网络总长超过43公里。

## 外部連結
- （英文） （法文） TCL official website （页面存档备份，存于）
- （法文） Section of the SYTRAL site discussing lines T3 and T4
- （法文） Lyon en Lignes （页面存档备份，存于）

45°43′06″N 4°55′43″E / 45.71833°N 4.92861°E